# ポークチョップ・キャッシュ
ボビー "ポークチョップ" キャッシュ（Bobby "Porkchop" Cash、1947年10月22日 - ）は、アメリカ合衆国の元プロレスラー。ワシントンD.C.出身のアフリカ系アメリカ人。生年は1948年ともされる。
"ポークチョップ" とは、ソウルフードの食材となる骨付き豚肉のことであり、アフリカ系アメリカ人としてのアイデンティティを強調するためにリングネームに用いていた。

## 来歴
1968年のデビュー後は、地元のワシントンD.C.をサーキット・エリアとするWWWFにてアル・ネルソン（Al Nelson）のリングネームで活動。1970年代初頭までベビーフェイスのポジションで前座試合に出場し、トール・タナカ、バロン・シクルナ、ザ・スポイラー、ザ・モンゴルズ（ジート&ベポ）など大物ヒールのジョバーも務めた。
1972年7月、本名のボビー・キャッシュ名義で新日本プロレスに初来日、アントニオ猪木とタッグマッチで度々対戦した。その後はポークチョップ・キャッシュ（Porkchop Cash）を名乗り、カリフォルニア州ロサンゼルスのNWAハリウッド・レスリングで活躍。1974年3月22日、ジョン・トロスを破ってNWAアメリカス・ヘビー級王座を獲得した。同年10月にはポークチョップ・チョイス（Porkchop Choice）の変名で新日本プロレスに再来日している。
1970年代後半からはアメリカ南部を中心に活動し、ジム・バーネット主宰のジョージア・チャンピオンシップ・レスリングでは、1976年3月9日にトム・ジョーンズとの黒人コンビでバリアント・ブラザーズ（ジミー&ジョニー）からNWAジョージア・タッグ王座を奪取。1978年はテネシー州メンフィスのCWAにてロッキー・ジョンソン、1980年代初頭はNWAミッドアトランティック地区にてアイスマン・キング・パーソンズをパートナーに、各地区で黒人タッグチームを結成して活躍した。
1983年より、ヒールターンしてメンフィスのCWAに再登場。ドリーム・マシーンこと白人のトロイ・グラハムを相棒に、ブルース・ブラザーズのファッションを真似たギャングスター系タッグチームのブルーズ・ブラザーズ（The Bruise Brothers）を結成する。ジミー・ハートをマネージャーに迎え、7月18日にはミッドサウス・コロシアムにてジェリー・ローラー&オースチン・アイドルの頂上コンビと対戦した。同年10月3日にはダッチ・マンテル&ココ・ウェアを破りAWA南部タッグ王座を獲得。以降もロックンロール・エクスプレス（リッキー・モートン&ロバート・ギブソン）やファビュラス・ワンズ（スティーブ・カーン&スタン・レーン）を相手に同王座を争った。
ブルーズ・ブラザーズ解散後、1984年下期よりベビーフェイスに戻ってアラバマのサウスイースタン・チャンピオンシップ・レスリングに参戦、9月にボリス・ズーコフからNWAアラバマ・ヘビー級王座を、翌1985年2月25日にはジミー・ゴールデンからNWAサウスイースタン・ヘビー級王座をそれぞれ奪取している。アラバマでは、エース格のボブ・アームストロングや旧敵オースチン・アイドルともタッグを組んで活躍した。
1987年は中西部のセントラル・ステーツ・レスリングにて再びヒールとなって活動。フラッグシップ・タイトルのNWAセントラル・ステーツ・ヘビー級王座を巡り、ルーファス・R・ジョーンズと黒人同士の抗争を展開した。以後、1988年はCWA復帰を経てWWFのリングにも出場、アル・ネルソン名義での新人時代と同様、アルティメット・ウォリアー、ビッグ・ボスマン、ティト・サンタナらスーパースターのジョバーを務めた。
引退後の2001年と2006年には、かつての主戦場メンフィスで開催されたイベント "Clash of the Legends" に登場している。

## 獲得タイトル
NWAハリウッド・レスリング
- NWAアメリカス・ヘビー級王座：1回[6]
- NWAアメリカス・タッグ王座：4回（w / マニュエル・ソト、ビクター・リベラ、S・D・ジョーンズ、フランク・モンテ）[22]

NWAトライステート
- NWAトライステート・タッグ王座：1回（w / ダグ・サマーズ）[23]
- NWA USタッグ王座（トライステート版）：2回（w / マイク・ジョージ、ドクターX）[24]

NWAミッドアメリカ / コンチネンタル・レスリング・アソシエーション
- NWA南部タッグ王座（ミッドアメリカ版） / AWA南部タッグ王座：3回（w / ゴージャス・ジョージ・ジュニア、トロイ・グラハム×2）[13]）

セントラル・ステーツ・レスリング
- NWAセントラル・ステーツ・ヘビー級王座：1回[18]
- NWAセントラル・ステーツ・タッグ王座：2回（w / ケン・ティムズ、リック・マッコード）[25]

ジョージア・チャンピオンシップ・レスリング
- NWAジョージア・タッグ王座：2回（w / トム・ジョーンズ）[9]

ミッドアトランティック・チャンピオンシップ・レスリング
- NWAミッドアトランティック・タッグ王座：2回（w / ジェイ・ヤングブラッド、アイスマン・キング・パーソンズ）[11]

サウスイースタン・チャンピオンシップ・レスリング
- NWAアラバマ・ヘビー級王座：1回[15]
- NWAサウスイースタン・ヘビー級王座：1回[16]